# Имшенник, Владимир Сергеевич
Владимир Сергеевич Имшенник (27 сентября 1928, Дебальцево, СССР — 7 февраля 2023) — советский и российский физик. Член-корреспондент РАН (2003). 

## Биография
Специалист в области теоретической астрофизики и радиационной гидродинамики, физики плазмы и управляемого термоядерного синтеза. Зав. кафедрой «Теоретическая астрофизика и проблемы термоядерной физики» в Московском физико-техническом институте.
После окончания Университета работал в рамках проекта по созданию термоядерного оружия под руководством Д. И. Блохинцева. С начала 1960-х годов в Институте прикладной математики АН СССР занимался исследованиями в области структуры столкновительных ударных волн в плазме, теории переноса излучения в движущихся средах, а также магнитогидродинамической кумуляцией плазмы.
В 1979 г. перешёл на работу в Институт теоретической и экспериментальной физики (ИТЭФ) на должность руководителя вновь созданной лаборатории инерциального термоядерного синтеза (позднее — лаборатория физики плазмы и астрофизики). С 1979 г. руководил в ИТЭФ научными разработками мишеней термоядерного тяжелоионового синтеза и физических процессов в плотной неидеальной плазме. Под его руководством разработана методика математического моделирования физических процессов в термоядерной мишени.
Награждён медалью В. Струве Пулковской обсерватории РАН (2007). Член-корреспондент Российской академии наук с 2003 г.
Скончался 7 февраля 2023 года.